# Dicranoweisia cirrata
Espèce
Dicranoweisia cirrata est une espèce de mousses de la famille des Rhabdoweisiaceae. 
Elle forme des coussins ronds ou des tapis d'un vert profond et légèrement jaune, hauts de 0,5 à 3 cm. Elle produit d'abondantes capsules d'un brun pâle, portés par des soies jaune-vert.